# 犬鳴御別館
犬鳴御別館（いぬなきごべっかん）は、福岡県宮若市犬鳴にあった日本の城（館）。建築当時の地名は「犬鳴谷村」。

## 歴史
犬鳴山御別館は幕末に、福岡藩の中老職の加藤司書の推進によって建てられた。「福岡は海岸故、攘夷の時なり防長御征伐については、英夷加担致すべき間、海岸の城は不都合とて、右様犬鳴山之別館取立」という建議に基づき、元治元年（1864年）7月から着工、翌慶応元年（1865年）に竣工した。
当時福岡藩では勤王攘夷派と佐幕派が鋭く対立していた。別館建設は勤王攘夷派の推進によるもので、加藤はその中心的存在だった。犬鳴山御別館竣工後、勤王攘夷派は、太宰府に移されていた攘夷急進派の五卿を鹿児島藩に送って九州の勤王攘夷派の総決起をはかり、もしこれを藩主の黒田長溥が賛成しなかった場合は長溥を犬鳴山御別館に移して子の黒田長知を奉載する計画であった。この犬鳴山御別館事件が発覚し、慶応元年6月20日（1865年8月11日）に勤王攘夷派は全員逮捕されて桝木屋の獄に入牢となり、10月下旬に加藤司書や建部武彦ら7名は切腹、月形洗蔵たち14名は斬首、女性の野村望東尼の姫島流罪など、厳しい処分が断行された（乙丑の獄）。
その後、犬鳴山御別館は福岡藩知事に就任した黒田長知が明治2年（1869年）に藩内視察で犬鳴谷に訪れた際、一度宿泊した。このとき、長知は褒賞として犬鳴足軽1人に付き米1俵を与えたという。以後は放置され明治17年（1884年）に、暴風により倒壊した。犬鳴に在住していた藤嶌みや（明治4年（1871年または1872年）- 昭和39年（1964年））の記憶によると、14歳の頃（1885年頃か）、倒壊した犬鳴御別館の畳・木材などの廃材を担いだ人足たちの行列を毎日のように見かけていたという。
近年の調査により、近隣の民家などの一部や糟屋郡久山町上久原にある安楽寺（浄土真宗本願寺派）庫裏に倒壊した御別館の資材が再利用されていたことが確認されている。安楽寺の庫裏は建て替えが行われ、貴重な犬鳴山御別館御殿の遺構は失われた。

## 構造
正面から右側に大手門があり、左側には搦手門と石垣、城内には庭園があった。別館は福岡藩で最後に造られた城として貴重とされており、史跡として宮若市指定文化財にも登録されている。
古文書によれば、城内に御殿、城外には足軽詰所・宝蔵・火薬蔵などがあったとされ、また犬鳴に入る各峠に構口（番所）を築き犬鳴在住の足軽を配したと記されている。

### 藩主館について
倒壊以前の藩主館そのものを描いた絵や写真などはないが、平成10年（1998年）に久山町の旧久野邸から御別館の敷地の絵と藩主館などの見取り図が描かれた『犬鳴御別館絵図』が発見され、若宮町(現・宮若市)に寄贈された。
平成19年（2007年）、宮若市観光協会などにより見取り図を元に模型として御別館を復元することになり、見取り図を調べた結果、藩主館には玄関が設計されていないことが判明した。これに基づき犬鳴御別館が実際に藩主の幽閉目的で作られたともされるが、それを決定付ける文献は出てきていない。
平成20年（2008年）に御別館の模型は見取り図通りに作られ、宮若市中央公民館 若宮分館に展示されている。御別館復元模型では大手門および搦手門は二層造りの楼門になっているが、平成27年（2015年）に福岡市博多区の古美術品店で発見された大音家文書の御別館古写真（明治7年（1874年）撮影）では大手、搦手両門共に単層の八脚門になっている。

## 忠魂碑・碑文
城内には荒木貞夫の揮毫による「加藤司書忠魂碑」がある。碑文には、
とある。また、「薩長両藩」という言葉も碑文にある。

## 交通アクセス
県道21号線を通って犬鳴ダムまで行き、ダム入口からダム湖沿いに約2km北上する。御別館手前は車両通行規制のため、規制区域手前での駐車が必要である。
- JR九州バス（直方線） - 司書橋バス停で降車（博多駅出発では直方駅行き。直方駅出発では博多駅行きに乗車し、いずれも約50分程度）。司書橋からダム湖沿いの道を歩いて約40分。